# Svalbard

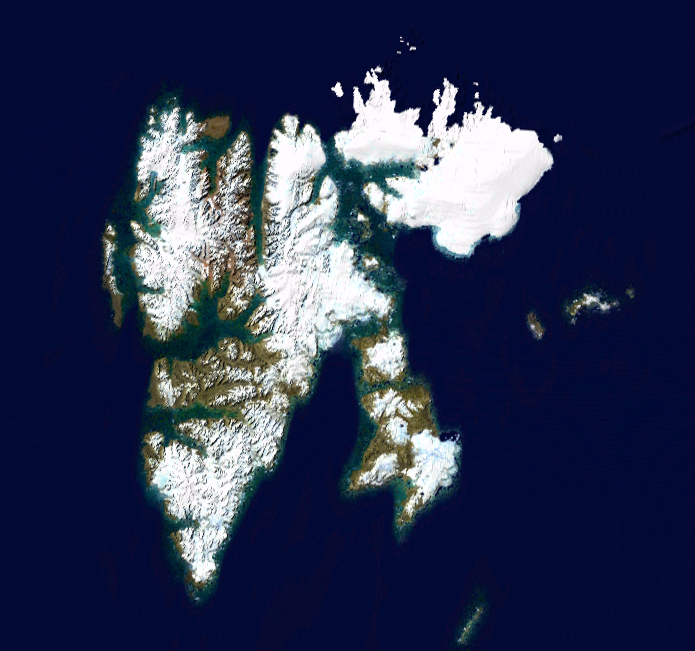
Zdjęcie satelitarne archipelagu

Svalbard – prowincja norweska na Oceanie Arktycznym, obejmująca swym zasięgiem archipelag Svalbard (którego największą wyspą jest Spitsbergen, dawniej znany jako Spitsbergen Zachodni – Vestspitsbergen) wraz z kilkoma wyspami niewchodzącymi w skład archipelagu (m.in. Wyspa Niedźwiedzia – Bjørnøya) w granicach 71°–81° N i 10°–35° E, 800 km na północ od Norwegii i 1100 km od Bieguna Północnego.
Najwyższą władzą prowincji Svalbard jest gubernator (Sysselmesteren), który zapewniając norweskie zwierzchnictwo posiada władzę administracyjną, sądową oraz czuwa nad porządkiem publicznym na całym archipelagu. Jest też odpowiedzialny za ochronę środowiska. Stolicą i siedzibą gubernatora jest Longyearbyen.
Archipelag jest strefą zdemilitaryzowaną. Prawa innych państw do jego eksploatacji określa Traktat Spitsbergeński z 1920 roku.

## Nazwa
Archipelag zyskał nazwę „Svalbard” w 1925 roku, kiedy Norwegia objęła zwierzchnictwo nad wyspami. Nawiązuje ona do występującego w sagach islandzkich terminu geograficznego Svalbarð. Zmiana nazwy archipelagu, wcześniej nazywanego w całości Spitsbergenem, miała podkreślić ciągłość zwierzchności norweskiej od czasów wikingów.
Rosjanie wciąż używają nazwy Spitsbergen na określenie całego archipelagu, podobnie jak m.in. Holendrzy i część literatury angielskiej.
W literaturze rosyjskiej pojawia się również określenie „Grumant”. Jest to zrusycyzowana forma słowa Grønland, określającego Grenlandię. Rosyjscy kupcy z Archangielska nazywali w ten sposób wyspy na północny zachód od swoich portów.

## Historia
Wyspy te znane były prawdopodobnie wikingom, a ponownie odkryte zostały w 1596 przez holenderskiego odkrywcę Willema Barentsa. Były znaczącym ośrodkiem wielorybnictwa i myślistwa rosyjskiego (Pomorcy) i norweskiego. Między latami 1669 a 1778 wyprawy na Svalbard odbywali holenderscy rybacy, którzy założyli osadę Smeerenburg. Od końca XVIII wieku wyspy wykorzystywane były jako baza ekspedycji na biegun północny. Początek XX wieku przyniósł odkrycie znaczących złóż węgla. Na mocy umów międzynarodowych (Traktat Spitsbergeński) z 1920 wyspy te są pod zwierzchnictwem Norwegii. Umowy te zagwarantowały jednocześnie prawo do eksploatacji występujących tu kopalin, łowiectwa i prowadzenia badań naukowych państwom-sygnatariuszom. Eksploatację węgla prowadzi Norwegia (Longyearbyen, Sveagruva) i Rosja (Barentsburg). Polska jako kraj, który ratyfikował traktat, ma dokładnie takie same prawa użytkowania, eksploatacji surowców i budowania osiedli, jak Norwegia, a polscy obywatele mają prawo osiedlać się, kupować domy i przebywać bez wizy na czas nieokreślony od 1931, kiedy to Polska podpisała traktat. Do obowiązków Norwegii należy pilnowanie porządku i ochrona środowiska. Obecnie Polska korzysta głównie z prawa do prowadzenia badań naukowych.

## Geografia
Svalbard jest pod względem powierzchni zbliżony wielkością do Litwy, zajmuje powierzchnię 61 022 km² i obejmuje następujące wyspy:
Spitsbergen (37 673 km²)
Ziemia Północno-Wschodnia (Nordaustlandet, 14 443 km²)
Wyspa Edge’a (Edgeøya, 5074 km²),
Wyspa Barentsa (Barentsøya, 1250 km²)
Wyspa Biała (Kvitøya, 682 km²)
Ziemia Księcia Karola (Prins Karl Forland, 615 km²)
Wyspa Królewska (Kongsøya, 191 km²)
Wyspa Niedźwiedzia (Bjørnøya, 178 km²)
Wyspa Szwedzka (Svenskøya, 137 km²)
Wyspa Wilhelma (Wilhelmøya, 120 km²)
Wyspa Nadziei (Hopen), Wyspa Niska (Lågøya), Wyspa Wielka (Storøya), Abeløya i kilkaset mniejszych.
Wyspa Królewska, Wyspa Szwedzka i Abeløya wspólnie tworzą Ziemię Króla Karola (Kongs Karl Land).
Wszystkie wyspy, poza Wyspą Niedźwiedzią, wchodzą w skład archipelagu Svalbard. Najwyższy szczyt archipelagu to Newtontoppen, mający 1713 m n.p.m. Około 60% powierzchni pokrywają lodowce, głównie na zimniejszym wschodzie. Na Svalbardzie występują dni polarne od 20 kwietnia do 26 sierpnia, a noce polarne od 26 października do 15 lutego. Występują tam także zorze polarne.

### Fiordy
W głąb wysp archipelagu, zwłaszcza Spitsbergenu Zachodniego, wcina się wiele fiordów, najdłuższe lub najbardziej znane to:
- Wijdefjorden, 108 km
- Isfjorden (Svalbard), 107 km
- Van Mijenfjorden, 83 km
- Woodfjorden, 64 km
- Wahlenbergfjorden, 46 km

## Osiedla ludzkie

### Norweskie
- Longyearbyen 1,8 tys.
- Isfjord Radio (stacja meteorologiczna i radiotelekomunikacyjna) – obecnie hotel firmy Basecamp Explorer[6]
- Ny-Ålesund (stacja naukowa)
- Sveagruva (kopalnia) – przywrócona naturze w roku 2023[7]
- Bjørnøya (Wyspa Niedźwiedzia) (stacja meteorologiczna)
- Hopen (stacja meteorologiczna)

### Rosyjskie
- Barentsburg (Баренцбург) ok. 800
- Grumant (Грумант) – opuszczone w roku 1965
- Pyramiden (Пирамида) – opuszczone w roku 1998

### Polskie
- Polska Stacja Polarna Hornsund
- Stacja Polarna Uniwersytetu Mikołaja Kopernika
- Stacja Polarna UMCS – Calypsobyen
- Stacja Polarna UAM – Petuniabukta
- Stacja Polarna im. S. Baranowskiego Uniwersytetu Wrocławskiego

## Klimat
Najniższa średnia temperatura występuje w lutym i wynosi -20 °C, najwyższa średnia temperatura wynosi +4,4 °C i występuje w lipcu. Temperatury w zimie wahają się zwykle między -25 a +5 °C, w lecie między +2 a +18 °C. Zimy pomimo tego położenia geograficznego nie są bardzo zimne, gdyż dociera tu ciepły Prąd Zatokowy. W związku z tym także cieplejsza jest część zachodnia archipelagu. Na Svalbardzie wieją silne wiatry.

### Efekty globalnego ocieplenia
Globalne ocieplenie spowodowało zauważalne zmiany klimatyczne na Svalbardzie. W latach 1970–2020 średnia temperatura na Svalbardzie wzrosła o 4 stopnie Celsjusza, a zimą o 7 stopni. 25 lipca 2020 roku na archipelagu Svalbard zanotowano rekordową temperaturę 21,7 stopni Celsjusza, która jest jednocześnie najwyższą temperaturą, jaką dotychczas odnotowano w europejskiej części Arktyki. Ponadto temperatury powyżej 20 stopni mierzono cztery dni z rzędu w lipcu 2020 r. Podobnie jak w dużej części Arktyki, niebezpieczne sprzężenie zwrotne związane z lodem i albedo można również zauważyć na Svalbardzie: z powodu znacznego topnienia lodu powierzchnie lodu przekształcają się w otwartą wodę, której ciemniejsza powierzchnia pochłania więcej energii słonecznej, zamiast odbijać ją z powrotem. W rezultacie wody te nagrzewają się, a lód na tym obszarze topi się coraz szybciej, tworząc bardziej otwarte wody itp. Do końca wieku na Spitsbergenie spodziewany jest wzrost temperatury o 7–10 stopni.

## Fauna

### Zwierzęta lądowe
Na Svalbardzie żyją niedźwiedzie polarne, których jest około 3 tysięcy, renifery i lisy polarne. Żyjące tu renifery uznaje się za odrębny podgatunek – renifer svalbardzki (Rangifer tarandus platyrhynchus).

### Zwierzęta wodne
- białucha
- mors
- foka pospolita
- nerpa obrączkowana
- fokowąs brodaty
- lodofoka grenlandzka

Sporadycznie spotyka się:
- delfiny (kilka gatunków)
- płetwale karłowate
- orki
- kaszaloty.

### Ptaki
- alki: nurzyk, nurzyk polarny, nurnik, alczyk (ok. miliona par), maskonur
- mewy: mewa blada, mewa trójpalczasta, mewa srebrzysta, mewa modrodzioba, mewa siodłata
- wydrzyki: wydrzyk tęposterny, wydrzyk ostrosterny, wydrzyk długosterny, wydrzyk wielki
- kaczki: edredon, turkan (edredon okazały), lodówka
- nur rdzawoszyi
- gęsi: gęś krótkodzioba, bernikla białolica
- rybitwa popielata
- fulmar
- płatkonóg szydłodzioby
- biegus morski
- śnieguła
- pardwa mszarna

Wiele z tych ptaków występuje (często w koloniach) na tzw. Nurzykowym Klifie.

## Flora

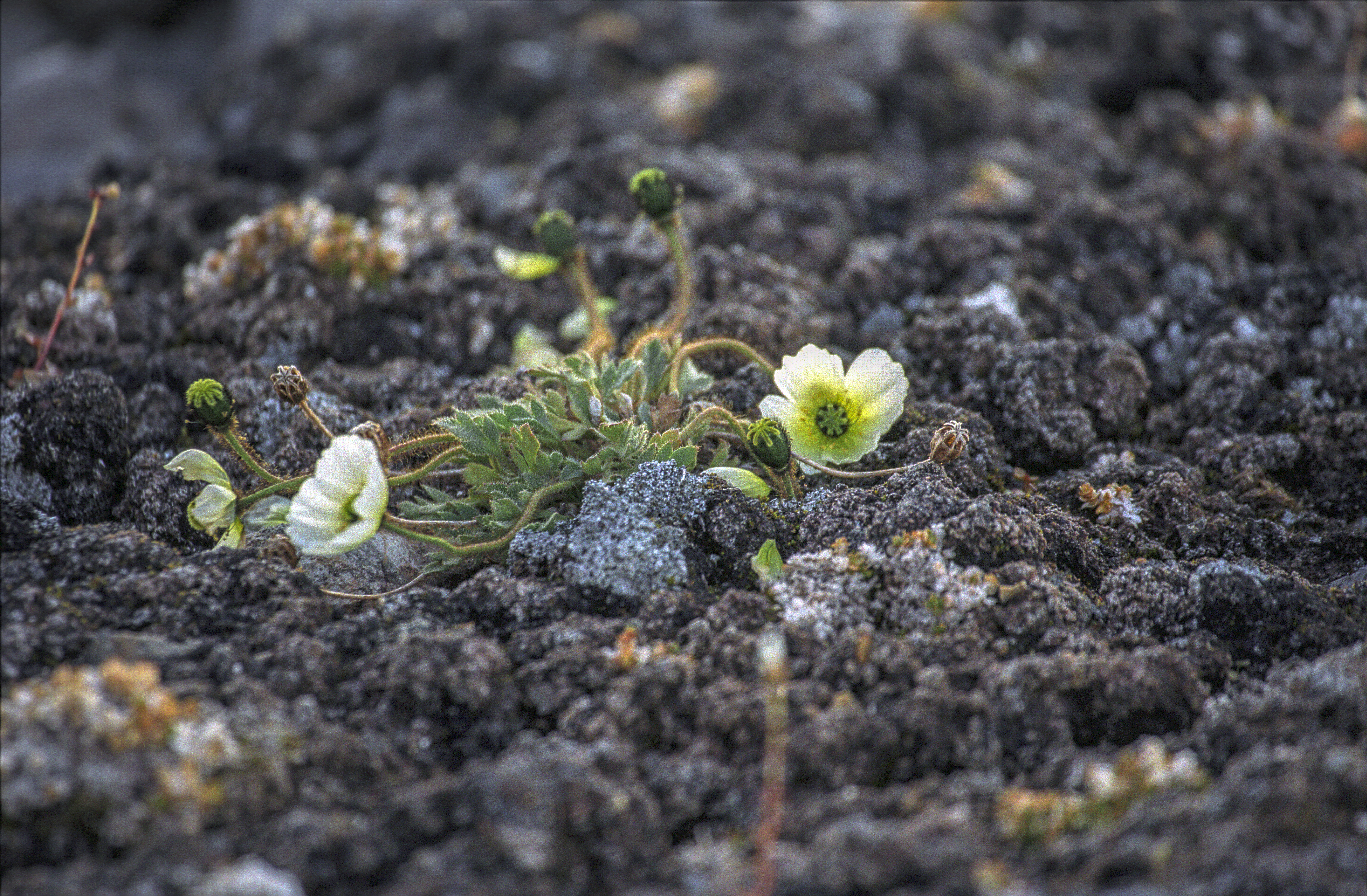
Mak swalbardzki – symbol Svalbardu (Ziemia Północno-Wschodnia)

Roślinność jest typowa dla tundry. Rośnie tu 130 gatunków roślin, które spotkać można także w Skandynawii. Można spotkać skalnice, pięciorniki, dębiki ośmiopłatkowe, brodawniki i wełnianki.

## Demografia
Svalbard zamieszkuje ok. 2,5 tys. osób, przede wszystkim Norwegów, Rosjan i Ukraińców, związanych głównie z eksploatacją złóż węgla kamiennego. Przyrost naturalny na wyspie wynosi ok. 0%. W 1990 liczba ludności wynosiła 3544, w 2005 roku – 2400, przy czym Norwegów w roku 1990 było 1125, w 2005 roku – 1645, podczas gdy Rosjan w 1990 roku – 2407, a w 2005 roku – 747.
Svalbard jest jednym z najdalej wysuniętych na północ osiedli ludzkich. Ludność stała mieszka jedynie na Spitsbergenie, przeważnie tylko na kilkuletnich kontraktach. Większość ludności wyspy posługuje się językiem norweskim, drugim językiem jest język rosyjski. Język polski używany jest w polskich stacjach badawczych.
Od osiedli ludzkich nie wolno oddalać się bez broni z uwagi na obecność niedźwiedzi. Prawie wszyscy mieszkańcy archipelagu mają broń i samochody.

## Religia[11]
- Luteranizm: 80%
- Zielonoświątkowcy: 2,7%
- Islam: 1%
- Katolicyzm: 0,9%
- Świadkowie Jehowy: 0,5%
- Buddyzm: 0,2%

## Polityka
Svalbard nie posiada własnego parlamentu. Zarządzany jest przez norweskiego gubernatora, który jest jednocześnie szefem policji i innych służb.

## Gospodarka

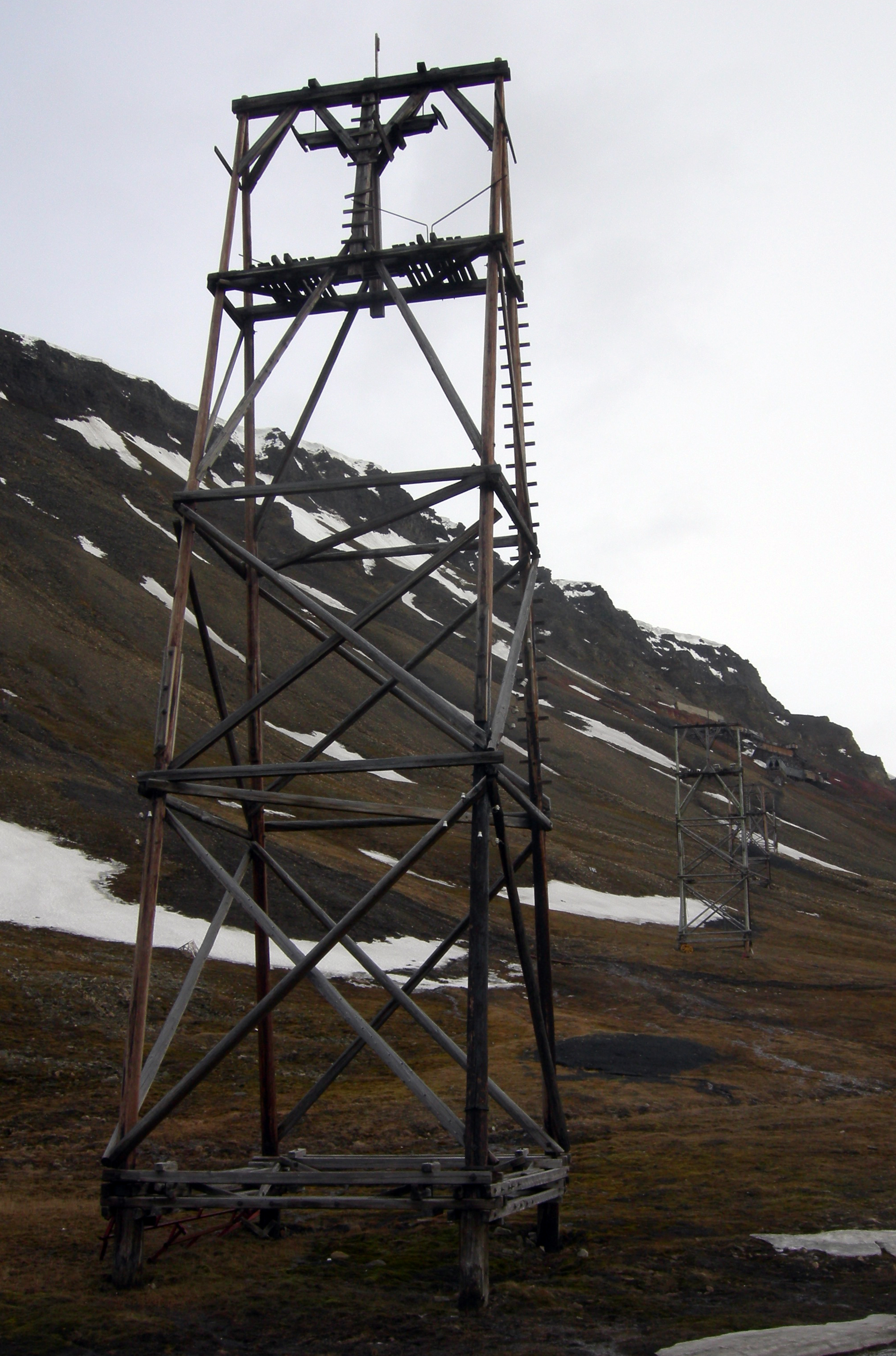

Miejscowa ludność zajmuje się wydobywaniem surowców naturalnych, połowem ryb, badaniami naukowymi i obsługą wyrzutni rakiet pomiarowych. Planowane jest także wydobywanie ropy naftowej. 60% ludności norweskiej zatrudnia państwowa firma wydobywcza Store Norske Spitsbergen Kulkompani A/S. Coraz większe znaczenie zaczyna mieć turystyka. Na Svalbardzie znajdują się biblioteka, szpital, szkoła, mały uniwersytet, który oferuje tylko kierunki uzupełniające dla chemików i biologów w specjalizacji arktycznej, cztery lotniska (w tym jedno międzynarodowe), porty, sklepy, kluby, restauracje, poczta, centrum konferencyjne, kościół luterański, w Barentsburgu znajduje się konsulat rosyjski. Rząd norweski stara się zwiększać liczbę ludności. Podatki na Svalbardzie należą do najniższych na świecie, Norwegia nie ma prawa pobierać podatków, a pobierane podatki przeznaczane są na potrzeby miejscowej ludności.

## Turystyka
W roku 2008 na Svalbard z Oslo dwa razy w tygodniu latał samolot linii Norwegian; obecnie trzy razy dziennie samolot SAS z Oslo i Tromsø. Z północnej Norwegii pływają statki pasażerskie. W Longyearbyen są trzy hotele, w tym jeden czterogwiazdowy i jeden trzygwiazdowy, są także trzy domy turysty i camping. Najwięcej turystów jest w lecie, a także pracującej sezonowo młodzieży, która obsługuje ruch turystyczny.

## Transport
Głównymi środkami transportu są statki w lecie i skutery śnieżne w zimie, ponadto śmigłowce, samoloty (między Longyearbyen Ny Ålesundem i Sveą), a także samochody w obrębie osiedli (Longyearbyen, Barentsburg, Ny Ålesund, Svea). Norweska osada Longyearbyen oddalona jest o około 55 km od rosyjskiego Barentsburga, planowana jest budowa drogi łączącej obie osady. Wokół Longyearbyen, który jest głównym ośrodkiem życia, gospodarki i kultury, istnieje sieć dróg mająca około 40 km. Polska stacja badawcza Hornsund oddalona jest w linii prostej o około 100 km od Longyearbyen.

## Media
Na Svalbardzie działa telewizja Longyearbyen TV i ukazuje się gazeta Svalbardposten, która jest najdalej na północ ukazującą się gazetą. Dostępny jest także drogą satelitarną i kablem podmorskim (światłowód) Internet.

## Życie kulturalne
Na Svalbardzie od 2004 co roku pod koniec października odbywa się kilkudniowy festiwal Dark Season Blues Spitsbergen. Jest jedno muzeum, poświęcone Svalbardowi, i dwie galerie sztuki.